# Municipio de Buck Range
Buck Range Township era un municipio del condado de Howard, Arkansas, Estados Unidos Según el censo de 2020, en ese momento tenía una población de 220 habitantes.
Tiene un código de clase X0, que implica que ha sido disuelta por la Oficina del Censo.
Era una subdivisión exclusivamente geográfica, por cuanto el estado de Arkansas no utiliza la herramienta de los townships como Gobiernos municipales.

## Geografía
La subdivisión estaba ubicada en las coordenadas 33°51′31″N 93°51′47″O / 33.85861, -93.86306 (33.858634, -93.863161). Según la Oficina del Censo de los Estados Unidos, tenía una superficie total de 43.66 km², de la cual 43.55 km² corresponden a tierra firme y 0.11 km² están cubiertos de agua.

## Demografía
Según el censo de 2020, en ese momento había 220 personas residiendo en la zona. La densidad de población era de 5.05 hab./km². El 56.82 % de los habitantes eran blancos, el 35.00 % eran afroamericanos, el 0.91 % eran amerindios, el 3.64 % eran de otras razas y el 3.64 % eran de una mezcla de razas. Del total de la población, el 5.00 % eran hispanos o latinos de cualquier raza.